# La Ferrassie 1

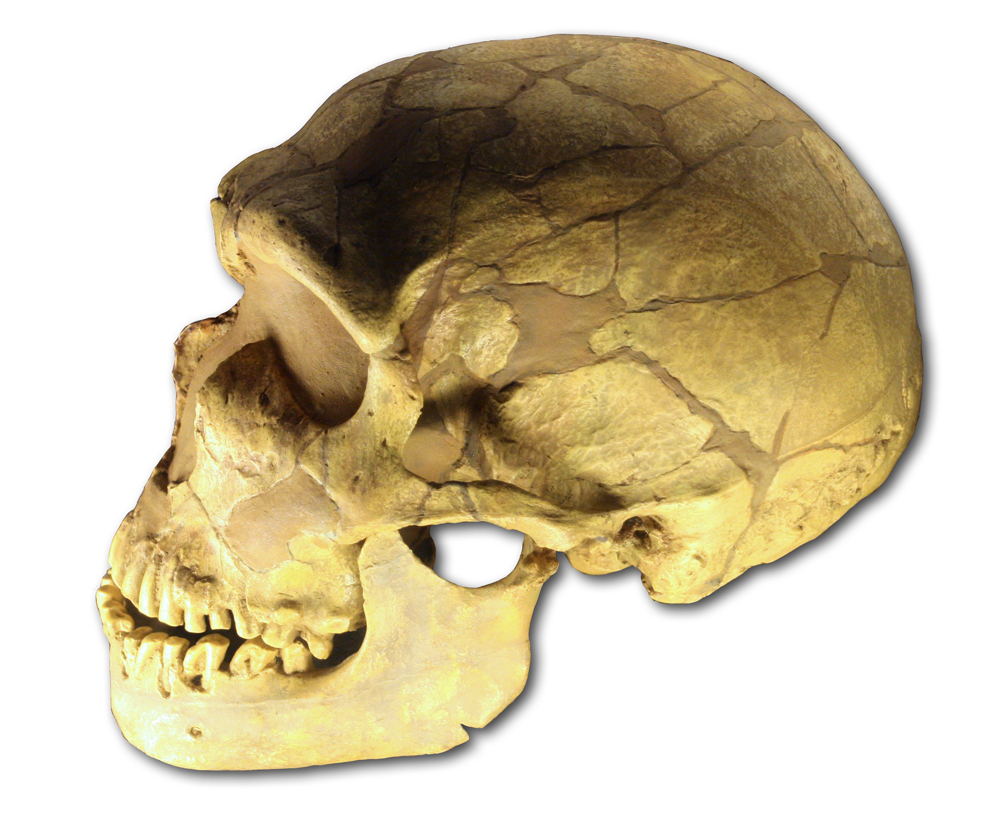
Moulage do crânio de Homo neanderthalensis (La Ferrassie 1), exposto na vitrine do Musée de l'Homme, Paris. Este exemplar notável, descoberto na região de La Ferrassie, França, é um dos mais bem preservados crânios neandertais já encontrados e tem sido crucial para o estudo da morfologia e evolução humana.

La Ferrassie 1 é um esqueleto macho neanderthal estimado de ter de 70 a 50 mil anos de idade.  Foi descoberto no sítio de La Ferrassie na França por Louis Capitan e Denis Peyrony em 1909.  O esqueleto é o maior e mais completo esqueleto de neandertal já encontrado.
O esqueleto exibe vários dos exemplos "clássicos" na anatomia neandertal, incluindo uma testa baixa e inclinada e aberturas nasais grandes. Seus ossos das pernas e dos pés tornam claro que os neandertais andavam de pé como os humanos modernos. Os dentes estão bem-preservados, e os incisivos estão bem gastos, sugerindo que foram usados para segurar objetos.